# Suore vincenzine di Maria Immacolata
Le Suore Vincenzine di Maria Immacolata sono un istituto religioso femminile di diritto pontificio: i membri di questa congregazione, dette popolarmente Albertine, pospongono al loro nome la sigla V.M.I.

## Storia
La congregazione venne fondata dal sacerdote piemontese Federico Albert (1820-1876). A partire dal 1858, padre Albert aprì a Lanzo Torinese un orfanotrofio, un asilo infantile e un educandato per ragazze e affidò la direzione della sua opera alle Suore della Carità di Giovanna Antida Thouret: nel 1858 le religiose lasciarono la gestione degli istituti e il sacerdote, ottenuta l'approvazione dell'arcivescovo di Torino Davide Riccardi (12 giugno 1869), fondò una nuova congregazione cui affidare la direzione delle sue opere.
Il 14 ottobre 1869 le prime candidate fecero la vestizione religiosa a Lanzo iniziando formalmente il nuovo istituto, posto sotto la protezione di san Vincenzo de' Paoli e della Vergine Immacolata. Le suore Vincenzine videro approvate dalla diocesi le loro costituzioni nel 1881 e poi nuovamente, dopo la revisione delle stesse, il 3 maggio 1927 dal cardinale Giuseppe Gamba. L'istituto ottenne il pontificio decreto di lode il 15 giugno del 1957:
Il fondatore è stato beatificato da papa Giovanni Paolo II nel 1984.

## Attività e diffusione
Le suore si dedicano alla cura degli orfani e all'istruzione della gioventù.
Oltre che in Italia, sono presenti in Benin (Pèrèrè) ed in Guatemala (Olopa): la sede generalizia è a Lanzo Torinese.
Al 31 dicembre 2005 l'istituto contava 37 religiose in 7 case.